# Alliaria brachycarpa
Alliaria brachycarpa là một loài thực vật có hoa trong họ Cải. Loài này được M.Bieb. mô tả khoa học đầu tiên năm 1819.